# Hugues de Salins
Huges de Salins, nacido el 3 de diciembre de 1632 en Beaune y muerto el 28 de septiembre de 1710 en Meursault, fue un humanista, médico erudito y coleccionista francés.
Doctorado en medicina en Angers, Huges de Salins fue doctor agregado del colegio de médicos de Dijon y secretario del rey en Dole. Publicó diversos informes y memorias como médico, entre los que está la enfermedad extraordinaria de la Sra Cœurdecroy y una obra en latín sobre la singular enfermedad de Jean Berardier, un joven hombre que pareció durante tres años un fuerte estreñimiento. Su hermano Jean-Baptiste y él se carteaban con el médico y erudito bibliófilo parisino Guy Patin.